# Jasper Johns
Pour les articles homonymes, voir Johns et Jasper.
 (septembre 2017).
Jasper Johns, né le 15 mai 1930 à Augusta, en Géorgie, est un peintre, dessinateur et graveur américain.
Peintre néo-dadaïste, il est, avec son amant Robert Rauschenberg, à l'origine du pop art américain. Il peint des séries entières représentant des drapeaux, des chiffres ou des cibles sur toile. Par la suite, il prend pour sujet des objets de la vie quotidienne, ustensiles, couverts ou boîtes de conserve, traités comme des pièces détachées qu'il intègre à ses travaux. False Start, vendue 80 millions de dollars (US$), devient en 2017 la peinture la plus chère d'un artiste vivant,,,,.

## Biographie

### Jeunesse
Jasper Johns, Jr. est né le 15 mai 1930 à Augusta, en Géorgie.
Jasper Johns a dit : « Où je vivais étant enfant, il n'y avait pas d'artiste et il n'y avait pas d'art, aussi n'avais-je aucune idée de ce dont il s'agissait ».[réf. nécessaire]
Johns étudie à l'Université de Caroline du Sud de 1947 à 1948, vu son talent, ses professeurs l'incitent à aller à New York. Il s'y rend et étudie brièvement à la Parsons The New School for Design en 1949. À New York, il rencontre Robert Rauschenberg, Merce Cunningham et John Cage, avec qui il travaille et explore la scène de l'art contemporain, puis commencent à développer leurs propres idées sur l'art. Il accomplit son devoir militaire pendant la Guerre de Corée, servant deux ans, stationné en Caroline du Sud puis à Sendai au Japon. 
Jasper rentre à New York en 1953.

### Carrière
À son arrivée à New York en 1954, Jasper John rencontre  Robert Rauschenberg son aîné de 5 ans qui commence déjà à se faire connaître pour ses toiles monochromes chargées, bien éloignées de celles que réaliseront plus tard Yves Klein et Piero Manzoni. Jasper Johns et Robert Rauschenberg deviendront amants et vivront ensemble de nombreuses années, en travaillant dans le même atelier dans le quartier de Front Street. Ils commencent alors à collaborer étroitement pour subvenir à leurs besoins pour les magasins Tiffany. C'est à cette époque que Jasper Johns détruisit la quasi-totalité de son œuvre précédente et qu'il commence à utiliser la peinture à l'encaustique. Fasciné comme Rauschenberg par Marcel Duchamp, il décide de faire lui aussi des ready-made, mais des ready made fabriqués[réf. nécessaire]. Cela débouchera sur les premiers drapeaux américains, les cibles, alphabets, nombres… Il n'a que 25 ans quand il réalise ses premiers chefs-d'œuvre tels que Flag 1954/55 du MOMA, Green target de 1955 ou Target with plaster casts. Ces œuvres sont alors radicales par rapport à la production artistique de l'époque. En effet, l'expressionnisme abstrait, de Willem de Kooning, Jackson Pollock, Mark Rothko et les autres, régnait en maître mais était déjà en train de s'épuiser[réf. nécessaire]… 
C'est en 1958, après une visite de Leo Castelli, célèbre découvreur de talents et marchand d'art qui travaillait chez Sidney Janis, autre grand marchand, que ce dernier décide d'exposer dans sa propre galerie Jasper Johns. La radicalité et la nouveauté des œuvres avaient frappé Castelli qui décida que l'exposition inaugurale de sa galerie serait celle de Jasper Johns. La première exposition chez Castelli a lieu en janvier 1958 et sera un immense succès[réf. nécessaire]. Le jour du vernissage, Alfred Barr, conservateur en chef du MOMA, est tellement marqué par les œuvres qu'il voit qu'il achète aussitôt deux œuvres : green target et target with plaster casts. Cette œuvre figura d'ailleurs en couverture du magazine ARTnews avec un compte rendu important de l'exposition, qui favorisa le succès de l'exposition. À 28 ans, Jasper Johns devenait déjà une star[réf. nécessaire].
Fort de ce succès inattendu, Johns continue de travailler sur certaines séries comme les cibles et les drapeaux et en développe de nouvelles comme celles des alphabets et Zéro à travers neuf. Le côté sombre et littéraire de Johns commence déjà à surgir dans certaines œuvres comme Tennyson, hommage à un poète homosexuel au destin tragique. Les références à l'homosexualité sont déjà importantes au début de sa carrière[réf. nécessaire]. Forte de cette connaissance, la muse et amie Ruth Kligman le demande néanmoins en mariage ; il dit d’elle qu’elle « semble exprimer une affection érotique authentique pour les artistes connus »,,.
Le style de Johns évolue de plus en plus. En 1959, il peint une série de toiles abstraites à la manière de l'expressionnisme abstrait mais en intégrant dans certaines des lettres intraset[Quoi ?] : False start, Highway, shade… C'est à cette époque que les couleurs primaires bleu jaune et rouge deviennent plus importantes pour l'œuvre de l'artiste. Selon certains historiens et critiques l'idée d'employer les couleurs primaires lui serait venue après avoir vu Collection une combine painting de Rauschenberg de 1954. Les rapports avec Rauschenberg à cette époque deviennent plus compliqués. Selon Jacques Damase, Jasper Johns a été beaucoup influencé par Sonia Delaunay, notamment par ses rayures, et aussi par ses rythmes de couleurs.
À cette époque, il commence à intégrer plus fortement des objets dans ces peintures comme device circle et thermometer, ce qui anticipe tout son travail des années 1960, focalisé avant tout sur l'intégration de l'objet dans ses peintures[réf. nécessaire].
En 1960, il reçoit le prix Vincent van Volkmer. Les années 1960 voient surgir le pop art avec Warhol et Lichtenstein. On a beaucoup vu Johns comme un artiste pop mais son œuvre est plus complexe que cela. Il appartient plus au néo dadaïsme comme Rauschenberg qu'au pop art[réf. nécessaire].
Il réalise ses premières sculptures : des ampoules, et les fameuses cannettes de bière ALE CANS. Il prend les objets et les coule en bronze.

## Œuvres
- 1954 :
  - Flag, encaustique et collage sur tissu monté sur contreplaqué

- 1954-1955 :
  - Flag, au Museum of Modern Art, à New York

- 1955 :
  - Drapeau blanc, au Metropolitan Museum of Art, à New York
  - Flag above White with Collage (Drapeau sur blanc avec collage), encaustique et collage sur toile, au Kunstmuseum, à Bâle
  - Painted Bronze
  - Target with Four Faces
  - Target with Plaster Casts, collection privée

- 1957
  - Flag on Orange Field (Drapeau sur surface orangée), au Musée Ludwig, à Cologne
  - White Target, au Whitney Museum of American Art, à New York

- 1958 :
  - Large White Numbers (Grands nombres blancs), au Musée Ludwig, à Cologne
  - Three Flags, au Whitney Museum of American Art, à New York

- 1959 :
  - Numbers in colors, encaustique et papier journal collé sur des pochoirs
  - Two Flags, au Museum Moderner Kunst Stiftung Ludwig, à Vienne

- 1960 :
  - Figure 5, encaustique et papier journal collé
  - Small false start, encaustique et papier collé, 55,6 × 47 cm[15]
  - Painted bronze (Ale cans) (Bronze peint (boîtes de bière)), au Musée Ludwig, à Cologne

- 1961-1962 :
  - Device, au Dallas Museum of Art, à Dallas (Texas)

- 1962 :
  - 4 the News, à la Kunstsammlung Nordrhein-Westfalen, à Düsseldorf
  - Passage, au Musée Ludwig, à Cologne

- 1964 :
  - Studio, au Whitney Museum of American Art, à New York
  - According to what?, huile et objets sur toile
  - Souvenir

- 1964-1965 :
  - Untitled, au Stedelijk Museum, à Amsterdam

- 1965 :
  - Edingsville, au Musée Ludwig, à Cologne

- 1966 :
  - Target, au Museum für Moderne Kunst, à Francfort-sur-le-Main

- 1967-1971 :
  - Map (Carte du monde), au Musée Ludwig, à Cologne

- 1971 :
  - Voice two, huile et collage sur toile, triptyque 3 panneaux, 182 × 127 chaque panneaux

- 1972 :
  - Untitled, au Musée Ludwig, à Cologne

- 1982 :
  - Zéro through nine
  - Savarin

## Expositions
- « Jasper Johns. Something Resembling Truth », Royal Academy of Arts, Londres, 2017